# Muhammad Sakizli
Muhammad Sakizli (1892 – Bengasi, 14 gennaio 1976) è stato un politico libico.
Fu Primo ministro della Cirenaica dal marzo 1950 al dicembre 1951 per poi assumere ininterrottamente la carica di Governatore fino al maggio 1952. Ricoprì la carica di Primo ministro della Libia nel febbraio 1954 fino all'aprile dello stesso anno.